# 穆魯科柳山
18°13′22″S 66°49′35″W / 18.22278°S 66.82639°W
穆魯科柳山（Muru Qullu），是玻利維亞的山峰，位於該國西部奧魯羅省的潘塔萊翁達倫斯省，西北面是奇亞拉錢卡山，屬於安第斯山脈的一部分，海拔高度4,504米。